# Ніколи ми не будемо братами
«Ніколи ми не будемо братами!» (рос. Никогда мы не будем братьями!) — вірш української поетеси Анастасії Дмитрук, написаний у березні 2014 року як реакція на російську анексію Криму. 
У квітні 2014 року литовські музиканти спільно з хором Клайпедського музичного театру створили пісню на текст вірша, й зняли відеокліп, який мав чималий успіх на Youtube.

## Історія
У березні 2014 року поетеса Анастасія Дмитрук написала російськомовний вірш «Никогда мы не будем братьями» (укр. Ніколи ми не будемо братами) як реакція на російську анексію Криму. 19 березня 2014 Дмитрук виклала вірш в Youtube у вигляді відео-кліпу, де вірш наживо виконує авторка. Вірш мав значний резонанс і набрав більше 3 млн переглядів. Вірш викликав негативну реакцію у багатьох росіян, через що у серпні 2014 року Дмитрук написала російськомовний вірш-відповідь своїм російським опонентам під назвою «Не старайся, уже не цепляет» (укр. Не старайся, вже не чіпляє).

## Похідні твори
У квітні 2014 року литовські музиканти спільно з хором Клайпедського музичного театру створили пісню на текст вірша та виклали відеокліп на пісню в Yotube, який отримав більше як 10 мільйонів переглядів. Музику до пісні написав композитор Вірґініюс Пупшис лит. Virginijus Pupšys, аранжування — Ґінтаутас Літінскас лит. Gintautas Litinskas. Виконали пісню Вірґінюс Пупшис, Яронімас Мілюс лит. Jaronimas Milius, Кястутіс Нявуліс лит. Kęstutis Nevulis та Ґінтаутас Літінкас
Американський та український «співаючий далекобійник» Вадим Дубовський у серпні 2014 року створив пісню «Прощальный марш» (укр. Прощальний Марш) де продовжив думку Анастасії Дмитрук словами: «Никогда мы и не были братьями» (укр. Ніколи ми й не були братами).